# Бобовнянский выступ
Бобовнянский выступ — наиболее возвышенный блок Белорусской антеклизы в её центральной сводчатой части.
Вытянут в субширотном направлении от Новогрудка до Копыля. Длина 110 км, ширина — 20-50 км. Название происходит от названия деревни Бобовня в Копыльском районе.
Кристаллический фундамент на отметках от -50 до +103 м. На юге ограничен Северо-Припятским краевым разломом, на востоке и на северо-востоке Налибоцким разломом отделяется от Бобруйского погребенного выступа, Оршанской впадины и Воложинского грабена; на западе граничит с Мостовско-Дятловском блоком Центральнобелорусского массива.
Платформенный чехол в пределах Бобовнянского выступа составлен из фрагментов полесской серии среднего рифея (пинская свита), вендских отложений (вільчанская, волынская и валдайская серии) и толще меловых, палеогеновых, неогеновых и антропогеновых отложений, которые их перекрывают. Мощность платформенного чехла 90-350 м. Рифейские и вендские отложения сохранились фрагментарно на склонах выступления, наиболее полно на восточных и юго-восточных склонах, на западных — преимущественно отложения волынской и низов валдайской серий. Четвертичные отложения с перерывом залегают на рифейских, вендских и меловых, а в центральной части выступа— непосредственно на породах кристаллического фундамента.
Активное формирование Бобовнянского выступа связано с герцинским этапом развития. Для неотектонической стадии характерны активные положительные движения.